# Kingaroy
Kingaroy är en ort i Australien. Den ligger i kommunen South Burnett och delstaten Queensland, omkring 160 kilometer nordväst om delstatshuvudstaden Brisbane.
Runt Kingaroy är det mycket glesbefolkat, med 5 invånare per kvadratkilometer.. Kingaroy är det största samhället i trakten.
I omgivningarna runt Kingaroy växer huvudsakligen savannskog. Genomsnittlig årsnederbörd är 946 millimeter. Den regnigaste månaden är januari, med i genomsnitt 179 mm nederbörd, och den torraste är augusti, med 26 mm nederbörd.